# Orthofoto

Orthofoto von Nürnberg mit Hauptbahnhof

Ein Orthofoto (altgriechisch ὀρθός orthós „richtig, gerade, aufrecht“) ist eine verzerrungsfreie und maßstabsgetreue Abbildung der Erdoberfläche, die durch photogrammetrische Verfahren aus Luft- oder Satellitenbildern abgeleitet wird.
Bei einer Luftbildaufnahme entstehen Verzerrungen einer fotografischen Zentralprojektion sowie Verzerrungen durch Höhenunterschiede des Geländes und bei Satellitenbildern Verzerrungen durch die Erdkrümmung. Analoge Bilder lassen sich durch optische Projektionsmethoden (Orthofotoprojektor) orthorektifizieren. Digitalaufnahmen werden anhand von digitalen Geländemodellen neu berechnet und anhand von Punkten mit bekannten Koordinaten (sog. Ground Control Points, GCP) georeferenziert.
Orthofotos werden als geo-referenzierte digitale Orthofotos (DOP: digitales Orthophoto) angeboten. DOP eignen sich unter anderem als Kartenhintergrund für Geoinformationssysteme (GIS). Zusammen mit weiteren Karteninformationen, wie zum Beispiel Ortsnamen und einem Koordinatengitter, wird das Orthofoto zur Orthofotokarte.
Orthofotos werden entsprechend dem Anwendungszweck in verschiedenen Maßstäben und Auflösungen erzeugt. Die Landesvermessung erzeugt Orthofotos aus Bildflügen mit hohen Auflösungen bis zu 10 cm je Bildpunkt. Aufnahmen aus Satelliten oder Raumsonden liefern eine geringere Auflösung. Dafür decken sie große Flächen der Erde oder eines Himmelskörpers ab.
Orthofotos haben eine hohe Aktualität, da sie mit weit geringerem Aufwand und deshalb öfter neu erzeugt werden können als herkömmliche topografische Karten. Ihre Koordinaten- und Entfernungsmessung ist genauer, da sie im Gegensatz zur Karte nicht kartografisch generalisiert werden.

## Anwendungen
Orthofotos finden überall dort Anwendung, wo auch Karten verwendet werden. Stadtpläne werden mit Orthofotos zur detaillierten Darstellung und Orientierung ergänzt. Überstaatliche Organisationen messen die Größe landwirtschaftlich genutzter Flächen z. B. um Subventionsmissbrauch zu überwachen. Kommunen finden in den Orthofotos eine schnell verfügbare, messgenaue und aktuelle Grundlage für ihre Planung und eine Georeferenz für statistische Datenbanken. GIS nutzen die DOP in verschiedenen Dateigrößen, Maßstäben und Themeninhalten auch in Kombination als Georeferenz. Die Anwendungsvielfalt steigt seit der Verfügbarkeit der Orthofotos in digitaler Form explosionsartig.

## Entzerrung
Orthofotoprinzip: Das Bild so entzerren, dass die Geometrie überall der einer Karte vorgegebenen Maßstabs in orthogonaler Grundrissprojektion entspricht.
Bereits bei der Flugplanung sowie bei der eigentlichen Luftbildaufnahme wird Vorsorge getroffen, dass die Verzerrungen nicht zu groß werden. Man spricht hier von der projektiven und der perspektiven Verzerrung.

### Projektiv
Die projektive Verzerrung wird durch Schrägaufnahmen verursacht. Deshalb ist es notwendig, dass die Kamera lotrecht nach unten ausgerichtet ist und das Flugzeug keine Kippbewegungen macht. Die projektiven Effekte kann man durch die Kenntnis der Orientierungsparameter (inneren und äußeren Orientierung) beseitigen.

### Perspektivisch

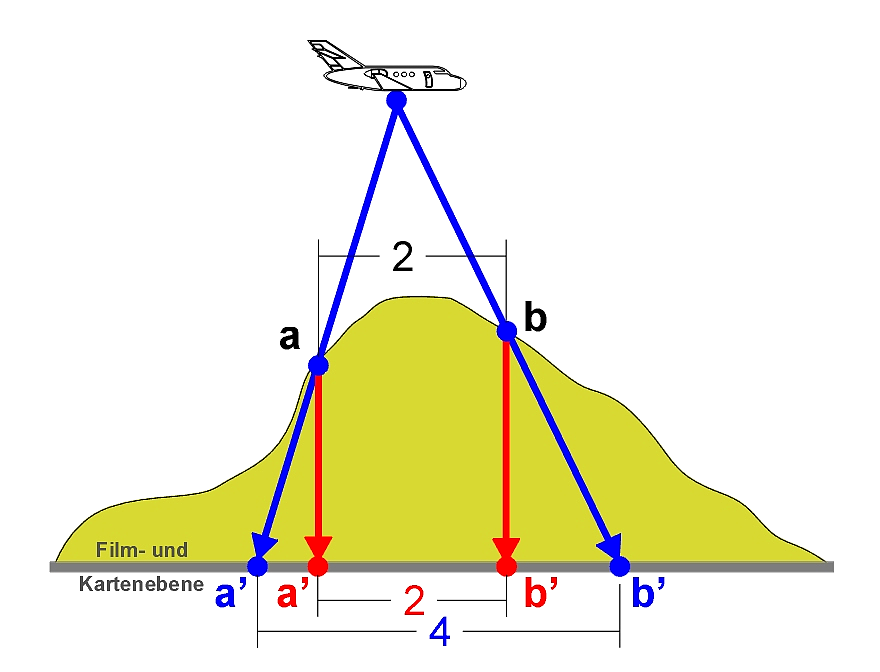
Die perspektivische Abbildung des Luftbildes (blau) wird beim Orthofoto differentiell durch Orthogonalprojektion (rot) entzerrt. Punktentfernungen sind daher maßstabsgetreu

Die perspektivische Verzerrung wird durch Geländehöhenunterschiede verursacht. Das hat zur Folge, dass der Maßstab abhängig von der Geländehöhe, der Geländeneigung, in verschiedenen Richtungen unterschiedlich und abhängig von der Kameraorientierung ist. Die perspektivischen Effekte können nur mit Hilfe eines Geländemodells korrigiert werden.
Wird das verzerrte Bild projiziert, so werden die originalen Geländepunkte (a, b) wie in der Abbildung dargestellt, lagefalsch (blaue Projektionsstrahlen) auf die Karte übertragen. Je größer der Geländehöhenunterschied und je weiter der Punkt von der Bildsenkrechten (Bildmittelpunkt) entfernt ist, desto größer ist der Lagefehler. Dieser Lagefehler in der Bildkoordinate macht eine maßstabsgetreue Messung von Strecken und Flächen unmöglich.
Würde die Kartenebene bei der Projektion für jeden einzelnen Punkt genau so in der Höhe verschoben, dass sie das Gelände genau in diesem Punkt schneidet, so gäbe es keine perspektive Verzerrung und damit keinen Lagefehler (rote Abbildungsstrahlen). Nach diesem Prinzip arbeiten die fotografischen Entzerrungsgeräte (Orthofotoprojektoren / analoges Verfahren). Zur Steuerung des Entzerrungsvorgangs wird ein Höhenmodell verwendet, mit dem für jeden Geländepunkt die richtige Geländehöhe eingestellt wird. Bei heutigen Verfahren nutzt man digitale Geländemodelle. Die enge Dreiecksvermaschung des Geländemodells hat zum Vorteil, dass man jede Masche einzeln entzerren kann und somit für jede einen Transformationsparameteransatz erhält. Ein weiterer Vorteil ist, dass auf Grund der kleinen Maschen der radiale Versatz minimal ist da ja nur ein sehr geringer lokaler Höhenunterschied eine Rolle spielen kann.
Man unterscheidet bei dieser Vorgehensweise die direkte und die indirekte Methode.
Bei sehr hohen Bauwerken ist die Verzerrung an deren höchster Stelle deutlich größer als am Fuß, für den die Geländehöhe gilt. Deshalb werden sehr hohe Bauwerke nur an ihrem Fußpunkt unverzerrt dargestellt.

### Senkrechtbild
Bei Senkrechtaufnahmen verwendet man möglichst nur die dem Bildzentrum nahen Gebiete, da sie weniger verzerrt werden als weit vom Projektionszentrum entfernt liegende Punkte. Die Verzerrung wird umso geringer, je höher die Kamera sich über dem Gelände befindet. Punkte, die sich direkt auf der Bezugsfläche (Kartenebene oder Meereshöhe) befinden werden nicht verzerrt, da keine Geländehöhenunterschiede vorhanden sind.

## Datenformate und Einbindung in GIS
Digitale Orthofotos werden in verschiedenen Datei-Formaten angeboten. Ein weitverbreitetes Format ist GeoTIFF, aber auch ECW und MrSID. Die TIF-Datei kann auch mit einem herkömmlichen Fotobearbeitungsprogramm bearbeitet werden. Für das Messen und für die georeferenzierte Nutzung ist jedoch ein GIS-Anwendungsprogramm erforderlich. Solche Anwendungsprogramme gibt es als kostenlosen Download z. B. über QGIS oder GRASS GIS (beide sowohl für Windows, Linux, macOS).